# Gonzalo Castro (futbolista alemán)
Gonzalo Castro Randón (Wuppertal, Alemania, 11 de junio de 1987) es un exfutbolista alemán que jugaba como mediocampista.

## Biografía
Nació el 11 de junio de 1987 en Wuppertal, Alemania siendo de ascendencia española. Comenzó en el Bayer Wuppertal. En 1999, llegó al Bayer Leverkusen con once años y su magnífica progresión en el equipo juvenil, y luego en los amateurs, sumada a las bajas de Juan, Roque Júnior y Jens Nowotny le abrieron las puertas de la titularidad. El 22 de enero, Klaus Augenthaler lo hizo debutar en la Bundesliga contra el Hannover 96, en partido que el Leverkusen ganó por 0-3. El joven jugador entró en la segunda mitad y al siguiente encuentro jugó todo el partido pero no pudo evitar la derrota. Castro sigue con su meteórica proyección y técnico del conjunto alemán lo llegó a citar para algunos partidos de Liga de Campeones, llegando a jugar un partido en la temporada 2004-05 con 17 años en un transcendental partido de octavos de final contra el Liverpool (donde su equipo quedó eliminado) pasando a partir de ahí a la primera plantilla definitivamente.

## Selección nacional
Su padre es de La Línea de la Concepción y su madre de Granada aunque se crio en Gerona y jugó con la selección de fútbol de España en la categoría sub-19. Posteriormente tomó la decisión de jugar para su país natal, defendiendo la selección alemana.
Su debut como internacional con la selección de Alemania se produjo el 28 de marzo de 2007 en un partido contra Dinamarca.
2 años después de su debut en la selección absoluta, regresó a la selección sub-21 para jugar la Eurocopa Sub-21 de 2009, donde salió campeón metiendo 2 goles (2 a Inglaterra en fase de grupos y final respectivamente), convirtiéndolo en el cuarto goleador del torneo.

## Estadísticas

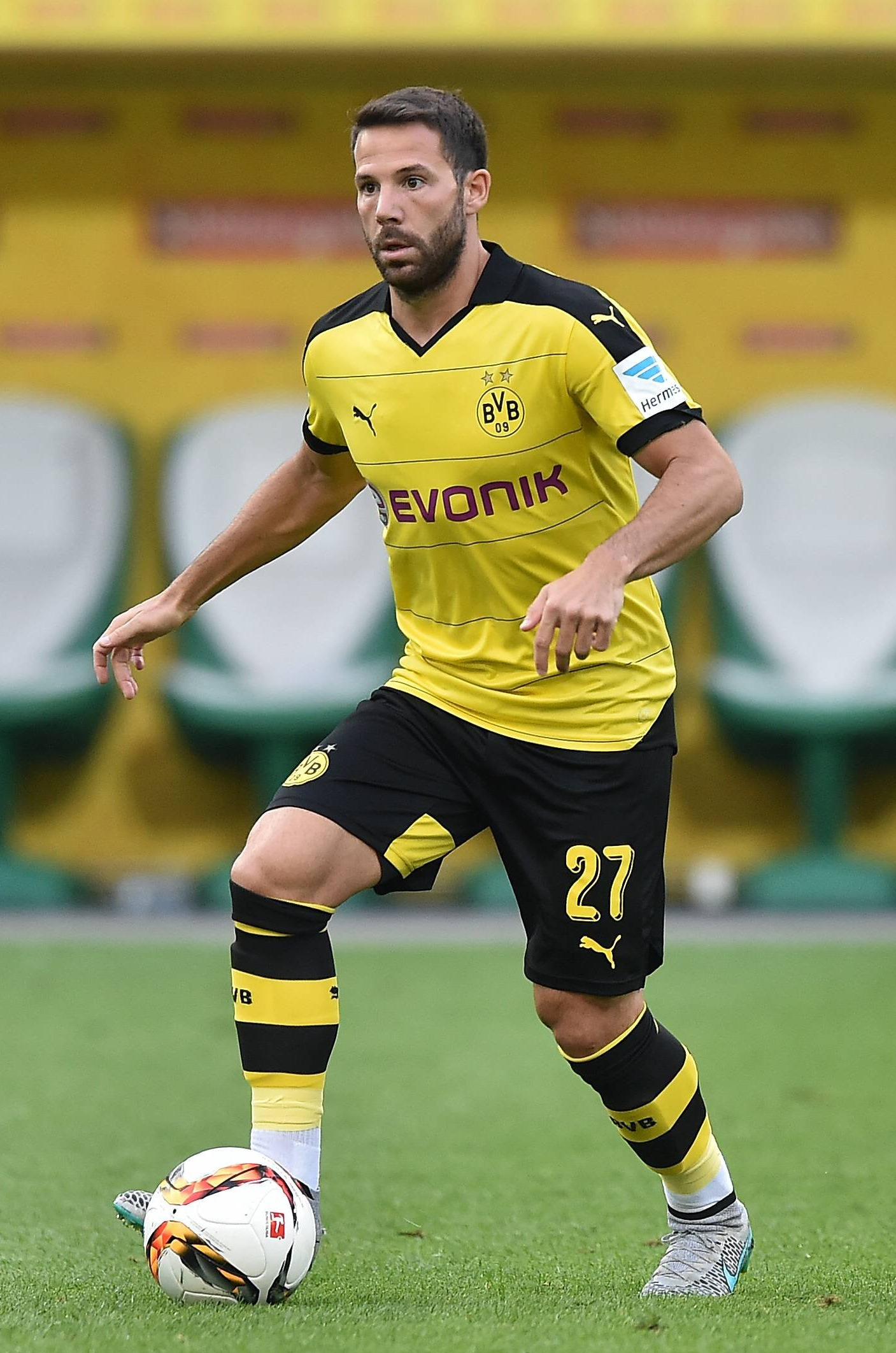
Gonzalo Castro

- Actualizado hasta el final de su carrera deportiva.

| Bayer 04 Leverkusen · Alemania | 1.ª           | 2004-05       | 13  | 0  | 0  | 0 | 1  | 0 | 14  | 0  | 0    |
| Bayer 04 Leverkusen · Alemania | 1.ª           | 2005-06       | 21  | 0  | 3  | 0 | 2  | 0 | 26  | 0  | 0    |
| Bayer 04 Leverkusen · Alemania | 1.ª           | 2006-07       | 26  | 3  | 2  | 0 | 11 | 0 | 39  | 3  | 0.08 |
| Bayer 04 Leverkusen · Alemania | 1.ª           | 2007-08       | 33  | 1  | 1  | 0 | 11 | 0 | 45  | 1  | 0.02 |
| Bayer 04 Leverkusen · Alemania | 1.ª           | 2008-09       | 27  | 2  | 6  | 0 | ―  | ― | 33  | 2  | 0.06 |
| Bayer 04 Leverkusen · Alemania | 1.ª           | 2009-10       | 29  | 1  | 1  | 0 | ―  | ― | 30  | 1  | 0.03 |
| Bayer 04 Leverkusen · Alemania | 1.ª           | 2010-11       | 23  | 3  | 1  | 0 | 8  | 3 | 32  | 6  | 0.19 |
| Bayer 04 Leverkusen · Alemania | 1.ª           | 2011-12       | 31  | 2  | 1  | 0 | 8  | 0 | 40  | 2  | 0.05 |
| Bayer 04 Leverkusen · Alemania | 1.ª           | 2012-13       | 31  | 6  | 3  | 0 | 6  | 2 | 40  | 8  | 0.2  |
| Bayer 04 Leverkusen · Alemania | 1.ª           | 2013-14       | 30  | 5  | 3  | 0 | 6  | 0 | 39  | 5  | 0.13 |
| Bayer 04 Leverkusen · Alemania | 1.ª           | 2014-15       | 22  | 2  | 3  | 0 | 7  | 0 | 32  | 2  | 0.06 |
| Bayer 04 Leverkusen · Alemania | Total club    | Total club    | 286 | 25 | 24 | 0 | 60 | 5 | 370 | 30 | 0.08 |
| Borussia Dortmund · Alemania | 1.ª           | 2015-16       | 25  | 3  | 5  | 3 | 11 | 1 | 41  | 7  | 0.17 |
| Borussia Dortmund · Alemania | 1.ª           | 2016-17       | 28  | 3  | 7  | 0 | 7  | 1 | 42  | 4  | 0.1  |
| Borussia Dortmund · Alemania | 1.ª           | 2017-18       | 19  | 0  | 3  | 1 | 6  | 0 | 28  | 1  | 0.04 |
| Borussia Dortmund · Alemania | Total club    | Total club    | 72  | 6  | 15 | 4 | 24 | 2 | 111 | 12 | 0.11 |
| VfB Stuttgart · Alemania | 1.ª           | 2018-19       | 27  | 2  | 1  | 0 | ―  | ― | 28  | 2  | 0.07 |
| VfB Stuttgart · Alemania | 2.ª           | 2019-20       | 28  | 3  | 3  | 0 | ―  | ― | 31  | 3  | 0.1  |
| VfB Stuttgart · Alemania | 1.ª           | 2020-21       | 26  | 4  | 2  | 0 | ―  | ― | 28  | 4  | 0.14 |
| VfB Stuttgart · Alemania | Total club    | Total club    | 81  | 9  | 6  | 0 | 0  | 0 | 87  | 9  | 0.1  |
| Arminia Bielefeld · Alemania | 1.ª           | 2021-22       | 12  | 1  | ―  | ― | ―  | ― | 12  | 1  | 0.08 |
| Arminia Bielefeld · Alemania | Total club    | Total club    | 12  | 1  | 0  | 0 | 0  | 0 | 12  | 1  | 0.08 |
| Total carrera | Total carrera | Total carrera | 451 | 41 | 45 | 4 | 84 | 7 | 580 | 52 | 0.09 |
| (1) Incluye datos de Copa de Alemania, Copa de la Liga de Alemania y Supercopa de Alemania. (2) Incluye datos de Liga de Campeones de la UEFA y Liga Europa de la UEFA. (3) No incluye goles en partidos amistosos. |               |               |     |    |    |   |    |   |     |    |      |

## Palmarés

### Títulos nacionales
| Título           | Club              | País     | Año  |
| ---------------- | ----------------- | -------- | ---- |
| Copa de Alemania | Borussia Dortmund | Alemania | 2017 |

### Títulos internacionales
| Título          | Club (*)        | País   | Año  |
| --------------- | --------------- | ------ | ---- |
| Eurocopa sub-21 | Alemania sub-21 | Suecia | 2009 |

(*) Incluyendo la selección.